# Horst Müller (Journalist)
Horst Müller (* 1952 in Einbeck) ist ein deutscher Journalist sowie ehemaliger Manager. Er lehrt als Professor für Redaktionspraxis an der Hochschule Mittweida.

## Leben
Müller wuchs im niedersächsischen Einbeck auf und absolvierte dort eine Ausbildung zum Industriekaufmann. Es folgten mehrere berufliche Stationen beim Touristikkonzern TUI, bevor Müller 1981 zur Bauer Verlagsgruppe wechselte. Dort baute er die Leserreisenabteilung „AVG Reise-Service“ auf, später wurde er Geschäftsführer der Bauer-Tochter „Luna-Luna Freizeit GmbH“. Im Jahr 1988 absolvierte er im Alter von 35 Jahren ein Praktikum beim Privatradiosender Radio Schleswig-Holstein (R.SH). In den darauffolgenden Jahren wurde er dort Korrespondent für das Hamburger Umland. Von 1993 bis 1998 baute er als Geschäftsführer und Programmdirektor den Privatradiosender Antenne MV auf. Im Jahr 1999 wurde Müller leitender Angestellter bei der Bauer Verlagsgruppe in München, dort war er unter anderem Objektleiter der Bravo Sport und Verlagsleiter von Playboy Deutschland.
Im Jahr 2003 erwarb er an der Sales Manager Akademie in Wien seinen Master of Business Administration. Seit April 2004 lehrt er an der Hochschule Mittweida. Seine Fachbereiche umfassen journalistisches Arbeiten, Medienlehre und Medienbetriebswirtschaft, Medienpraxis Print- und Onlinemedien sowie Personalmanagement.
Müller ist mit der Journalistin Inge Seibel-Müller verheiratet und lebt mit einer Tochter in Hamburg.

## Veröffentlichungen
Müller ist Betreiber der Blogs blogmedien.de und veröffentlicht hin und wieder in der Frankfurter Allgemeinen Zeitung, in der Süddeutschen Zeitung sowie in verschiedenen Fachmedien. Er ist auch Autor von Fachbücher zu Medienthemen:
- Folter frei – Abu Ghraib in den Medien, 2004
- Lehrbrief Journalistisches Arbeiten, 2011